# Davy Commeyne
Davy Commeyne (né le 14 mai 1980 à Roulers) est un coureur cycliste belge.

## Biographie
Il met un terme à sa carrière à l'issue de la saison 2020.

## Palmarès sur route

### Par années
- 1995
  - 2e du championnat de Flandre-Occidentale du contre-la-montre débutants
- 1996
  - 2e du championnat de Flandre-Occidentale du contre-la-montre débutants
  - 2e du championnat de Flandre-Occidentale sur route débutants
- 1998
  - Ledegem-Kemmel-Ledegem
- 2000
  - 2e du Circuit Het Volk espoirs
- 2001
  - Spar Arden Challenge :
    - Classement général
    - 1re étape
- 2008
  -  Champion de Belgique des élites sans contrat
  - 5e étape du Bałtyk-Karkonosze Tour (contre-la-montre)
  - 2e de la Liedekerkse Pijl
  - 3e du Grand Prix Etienne De Wilde
- 2009
  - Deux Jours du Gaverstreek :
    - Classement général
    - 1re étape

  - 3e étape du Triptyque ardennais
  - 4e étape de la Mi-août bretonne
  - Mémorial Danny Jonckheere
  - 3e du championnat de Flandre-Occidentale du contre-la-montre
  - 3e du Triptyque ardennais
- 2011
  - Circuit Mandel-Lys-Escaut
  - 2e de la Course des chats
- 2012
  - 2e d'À travers le Hageland
  - 3e de l'Internationale Wielertrofee Jong Maar Moedig
  - 3e de la Polynormande
- 2014
  - 2e et 4e étapes du Tour du Brabant flamand
  - 2e du championnat du Brabant flamand sur route
  - 3e de la Coupe de Belgique
- 2015
  - Champion du Brabant flamand du contre-la-montre
  - Grand Prix Olivier Kaisen
  - 2e du championnat du Brabant flamand sur route
- 2016
  - 3e du championnat du Brabant flamand du contre-la-montre
- 2017
  - 2e du championnat du Brabant flamand du contre-la-montre
  - 3e du Grand Prix d'Affligem
- 2019
  - 2e du championnat du Brabant flamand du contre-la-montre

### Classements mondiaux
| Année           | 2005   | 2006 | 2007   | 2008 | 2009 | 2010 | 2011 | 2012 |
| --------------- | ------ | ---- | ------ | ---- | ---- | ---- | ---- | ---- |
| UCI Asia Tour   |        |      |        |      |      |      | 283e |      |
| UCI Europe Tour | 1 192e |      | 1 272e | 812e | 942e | 129e | 93e  | 87e  |

## Palmarès en cyclo-cross
| - 1994-1995 - 3e du championnat de Belgique de cyclo-cross débutants - 1995-1996 - 2e du championnat de Belgique de cyclo-cross débutants - 1996-1997 - Champion de Belgique de cyclo-cross juniors - 9e du championnat du monde de cyclo-cross juniors - 1997-1998 - 2e du championnat de Belgique de cyclo-cross juniors - Médaillé de bronze au championnat du monde de cyclo-cross juniors - 1999-2000 - Médaillé de bronze au championnat du monde de cyclo-cross espoirs - 2000-2001 - 2e du championnat de Belgique de cyclo-cross espoirs - 8e du championnat du monde de cyclo-cross espoirs | - 2001-2002 - 2e du championnat de Belgique de cyclo-cross espoirs - Médaillé d'argent au championnat du monde de cyclo-cross espoirs - 2002-2003 - Oostende - 2003-2004 - Fond-de-Gras - 2004-2005 - Grand Prix de la Région Wallonne, Dottignies - 5e du championnat du monde de cyclo-cross - 2008-2009 - Grand Prix Julien Cajot, Leudelange - 2014-2015 - Champion du Brabant flamand de cyclo-cross |

### Classements
| Épreuve / Édition       | 1994/1995 (cadets) | 1995/1996 (cadets) | 1996/1997 (juniors) | 1997/1998 (juniors) | 1998/1999 (espoirs) | 1999/2000 (espoirs) | 2000/2001 (espoirs) | 2001/2002 (espoirs) | 2002/2003 | 2003/2004 | 2004/2005 | 2005/2006 | 2012/2013 |
| Championnat du monde    |                    |                    | 9e                  | 3e                  |                     | 3e                  | 8e                  | 2e                  |           |           | 5e        |           |           |
| Coupe du monde          |                    |                    |                     |                     |                     |                     |                     |                     |           |           | 7e        |           |           |
| Superprestige           |                    |                    |                     |                     |                     |                     |                     |                     |           |           | 9e        |           |           |
| Championnat de Belgique | 3e                 | 2e                 | 1er                 | 2e                  |                     |                     | 2e                  | 2e                  |           | 9e        | 10e       | 8e        | 13e       |